# Karnstraat
De Karnstraat is een straat in Amsterdam-Oost.

## Geschiedenis en ligging
Deze relatief korte straat van circa 55 meter lengte ligt in Betondorp, Watergraafsmeer. De straat is vernoemd naar het karnen. Meerdere straten in de buurt zijn vernoemd naar landbouw- en veeteeltbegrippen. Opmerkelijk is dat de Karnstraat recht eindigt op de noordkant van Zuivelplein. Op de plattegrond van de wijk zien ze er samen uit als een karnton, waarbij de Karnstraat de stok is. Het straatje kreeg per raadsbesluit van 30 januari 1924 haar naam. De straat loopt vanaf de inrichting van de wijk dood op de bebouwing aan de Veeteeltstraat, alleen voor voetgangers is er daar een smal poortje onder een poortgebouw.
Voor kunst in de openbare ruimte dan wel openbaar vervoer is er geen ruimte. Op eigen initiatief is er een gevelsteen (in de vorm van een beschilderde dakpan) aangebracht dat de naam draagt "Products by Efteling BV".
Purmerend, Nijmegen en Wormer hebben ook een Karnstraat.

## Gebouwen
Vanwege de korte heeft het maar weinig huisnummers. Oneven loopt het op van 1 tot en met 11, oneven van 2 tot en met 12. Opvallend is dat de huisnummers 1 en 2 naast elkaar liggen in de onderdoorgang naar de Veeteeltstraat. De huisjes doen daarbij de naam van de wijk Betondorp geen eer aan. Daar waar elders in de wijk er buitengevels van beton zijn, hebben de huizen aan de Karnstraat gevels van baksteen. Alle gebouwen in de straat zijn ontworpen door architect Gerrit Versteeg, die hier in 1932 naar zijn eigen werk kwam kijken.

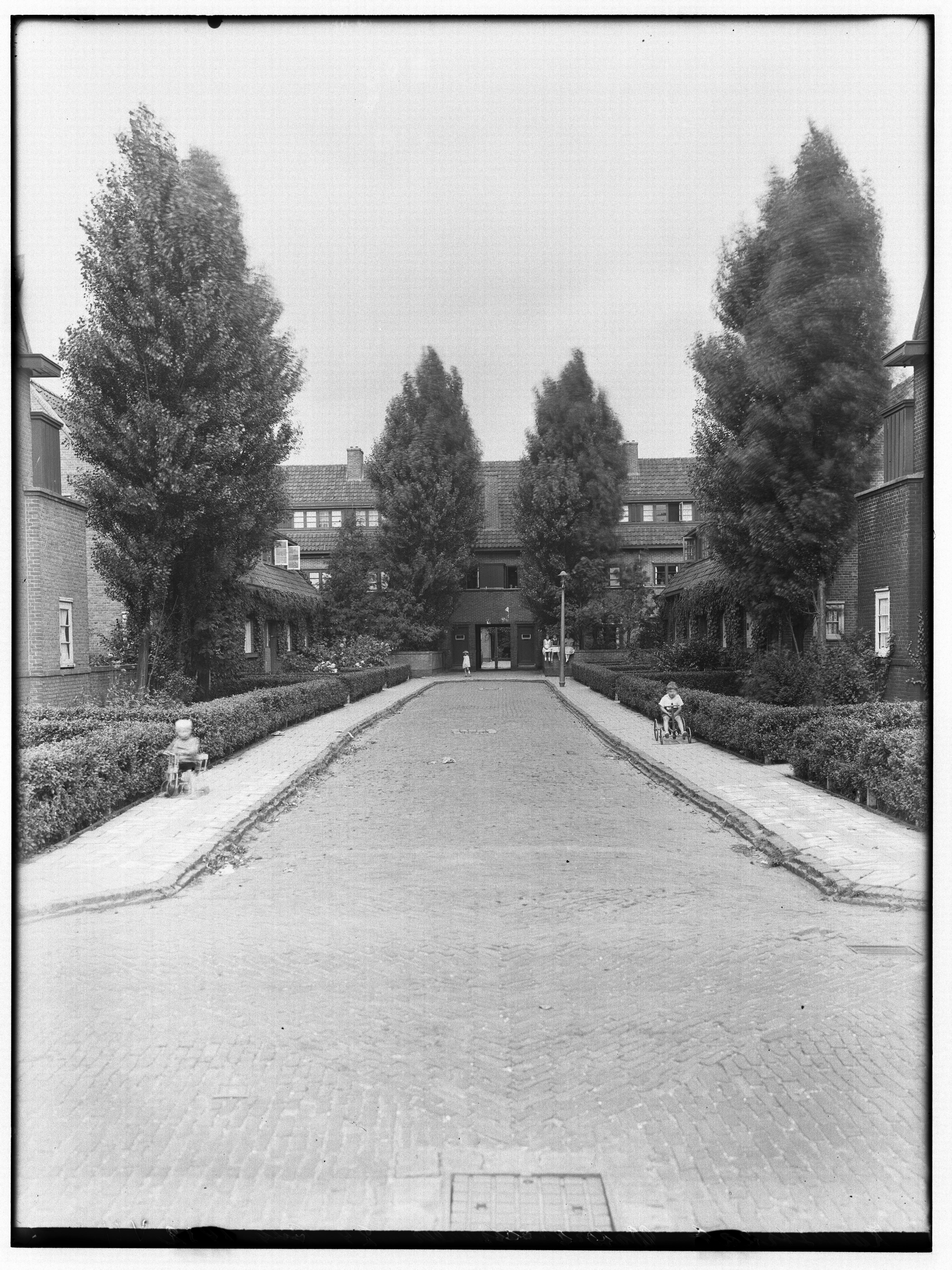
Gerrit Versteeg door Gerrit Versteeg (1932)

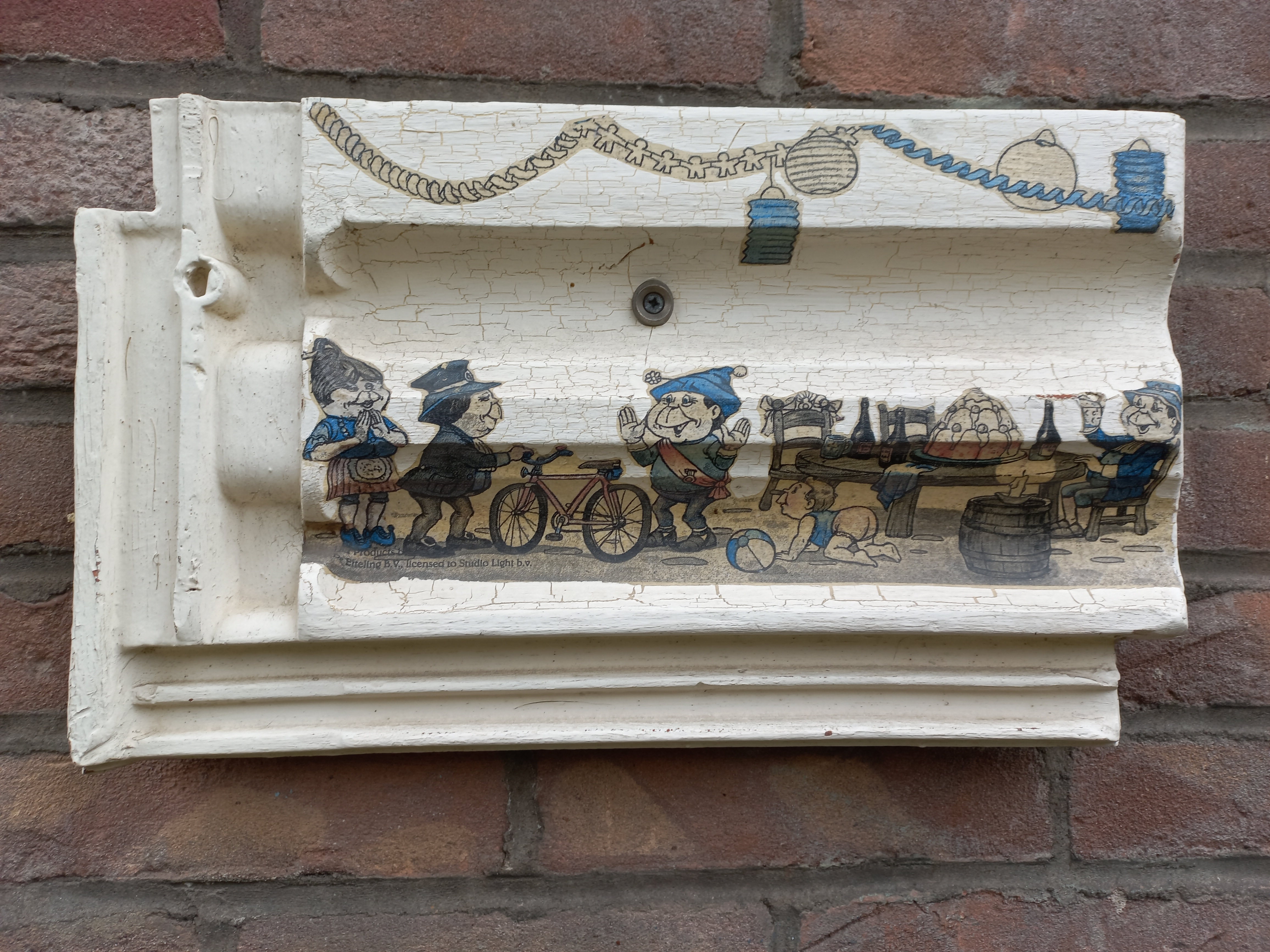
Gevelsteen Efteling (april 2022)